# Commodus termer
Commodus termer (latin Thermae Comodianae; italienska Terme Commodiane), även benämnda Cleanders termer, var en badanläggning i sydöstra Rom, uppförd av Marcus Aurelius Cleander på uppdrag av kejsar Commodus. Termerna var belägna i antikens Regio I Porta Capena, sydost om Caracallas termer. 

## Beskrivning
På initiativ av kejsar Commodus uppfördes termerna av politikern Marcus Aurelius Cleander, en av kejsarens gunstlingar. Cleander kom sedermera att utnämnas till praetorianprefekt. Termerna byggdes i närheten av Via Appia och utgjorde en mindre typ av badanläggning. Det existerar inte några lämningar efter Commodus termer.